# AIX
AIX és una versió del sistema operatiu Unix desenvolupada per IBM. És l'acrònim d'Advanced Interactive eXecutive.
Originàriament significava Advanced IBM Unix però probablement el nom no va ser aprovat pel departament legal i per això va ser canviat . El programari corre en els servidors IBM eServers pSeries, i utilitza processadors de la família IBM POWER de 32 i 64bits.
Algunes de les característiques úniques d'AIX inclouen l'Object Data Manager (ODM, una base de dades d'informació del sistema). La integració del Logical Volume Management (administrador de volum lògic) dins del nucli s'incorpora gradualment a diversos sistemes operatius lliures similars a UNIX.

## Interfícies
El Common Desktop Environment (CDE) és l'entorn gràfic per defecte del sistema AIX. Com a part de la seva afinitat amb GNU/Linux i del AIX Toolbox for Linux Applications (ATLA) també estan disponibles els entorns lliures KDE i GNOME.
SMIT, també conegut com a smitty, és una eina d'administració d'interfície d'AIX. Permet a l'usuari navegar mitjançant un menú jeràrquic en lloc d'utilitzar la línia d'ordres. Administradors del sistema experimentats solen fer ús de l'ordre F6, la qual mostra la línia d'ordres per a fer tasques complexes. SMITT i smitty són el mateix programari, però smitty és la versió basada en text, i smit és la versió gràfica que corre sota X Window.